# Exoristobia philippinensis
Exoristobia philippinensis är en stekelart som beskrevs av William Harris Ashmead 1904. Exoristobia philippinensis ingår i släktet Exoristobia och familjen sköldlussteklar.
Artens utbredningsområde är:
- Bangladesh.
- Papua Nya Guinea.
- Pakistan.
- Filippinerna.
- Sri Lanka.

Inga underarter finns listade i Catalogue of Life.